# Celldömölk
Celldömölk est une ville de Hongrie, située dans le comitat de Vas, proche de la frontière autrichienne. La gare de Celldömölk est un important nœud ferroviaire.
Lors du recensement de 2004, il y avait 11 478 habitants. Certaines scènes du film Eragon ont été tournées à Celldömölk.

## Jumelages
- Pagnacco (Italie)
- Serramazzoni (Italie)
- Neudau (Autriche)
- Sângeorgiu de Pădure (Roumanie)
- Moukatcheve (Ukraine)